# Marumba amboinicus
Marumba amboinicus är en fjärilsart som beskrevs av Felder 1862. Marumba amboinicus ingår i släktet Marumba och familjen svärmare. Inga underarter finns listade i Catalogue of Life.